# Hemel Hempstead
Hemel Hempstead ist eine Stadt in der englischen Grafschaft Hertfordshire und Verwaltungssitz des Bezirks Dacorum. Sie existiert als Siedlung seit dem 8. Jahrhundert. In der Stadt leben 95.960 (Stand 2021) Einwohner. Am 11. Dezember 2005 ereignete sich in dem Treibstofflager Buncefield Depot nahe der Stadt eine schwere Explosion, die Hemel Hempstead in die internationalen Schlagzeilen brachte.

## Geographie
Hemel Hempstead (örtlich auch Hemel genannt) liegt zwischen den Flüssen Gade und Bulbourne ca. 43 Kilometer nordwestlich des Londoner Stadtzentrums. Die „West Coast Main Line“ von London nach den Midlands geht durch den Bahnhof von Hemel Hempstead. Quer dazu verläuft der Grand-Union-Kanal. Diese beiden Verbindungen sowie auch die Fernstraße A41 folgen dem natürlichen Verlauf des Bulbourne-Tals. Hemel Hempstead ist im Osten auch mit der Motorway M1 verbunden. Die Motorway M25 liegt einige Meilen südlich der Stadt. Im Norden und Westen finden sich einige Dörfer und Wälder verstreut. Im Süden befindet sich Watford und im Osten St Albans.

## Herkunft des Namens
Der Name wird auf den Eintrag Hamelamesede aus dem Domesday Book zurückgeführt. Im Laufe der Zeit wurde daraus Hamelhamsted. Hemel geht wahrscheinlich auf Haemele zurück, den Namen eines Landbesitzers in der Gegend aus dem 8. Jahrhundert. Es wird vermutet, dass Hempstead von Homestead (Heimatstadt) kommt.

## Flughafen
Vier Kilometer südwestlich von Hemel Hempstead liegt der früher als RAF Bovingdon genutzte ehemalige Militärflugplatz, der teilweise auch als RAF Hemel Hempstead bezeichnet wurde.
Ab 1947 wurde der nunmehr zivile Flughafen Bovingdon durch mehrere Fluggesellschaften für Wartung (wie British Overseas Airways Corporation (BOAC) und British European Airways (BEA)) oder auch als Basis ihres Betriebs genutzt, wie beispielsweise durch British Eagle International Airlines von 1948 bis 1952.
Auch andere Fluggesellschaften wie Air Charter (ab 1947) wurden dort gegründet oder verlegten ihren Sitz nach Bovingdon wie Air Contractors (1948 bis 1949), Air Freight (1947 bis 1953), British American Air Services (ab 1947), British Nederland Air Services (ab 1948), Lancashire Aircraft Corporation (ab 1947), Skyways (ab 1952), Trans World Charter (Mai 1948 bis Dezember 1951) und World Air Freight (1948 bis April 1950).
Auch als Frachtflughafen wurde der Flughafen populär, z. B. bei Air Transport Charter aus Jersey, die Gemüse aus Italien und Frankreich für den Bedarf in London einflog sowie Blue-line Airways und die französische Transports Aériens Intercontinentaux (TAI). Ab Januar 1949 wurde durch die französische Compagnie Air Transport ein täglicher Flug von Caen nach Bovingdon durchgeführt, bei dem im Auftrag der französischen Camembert-Export-Vereinigung mit Frachtern des Typs Bristol 170 jeweils rund fünf Tonnen dieses Käses transportiert wurden. Dieser Betrieb wurde scherzhaft als „Camembert-Luftbrücke“ bezeichnet.
Hunting-Clan Air Transport betrieb einen Liniendienst nach Newcastle upon Tyne sowie militärische Charterflüge nach Westafrika und nutzte Bovingdon noch bis 1954 als Wartungsbasis.
Von 1951 bis 1962 nutzte auch die United States Air Force (USAF) den Flugplatz, auch als Transitpunkt für Flüge in die USA. Die Royal Air Force stationierte in den 1960er Jahren verschiedene Typen von Verbindungsflugzeugen in Bovingdon.
Im Jahr 1972 wurde der Flugplatz durch das Verteidigungsministerium geschlossen. Allerdings fanden auch danach noch zeitweise Aktivitäten mit Leichtflugzeugen statt.

## Tanklagerbrand

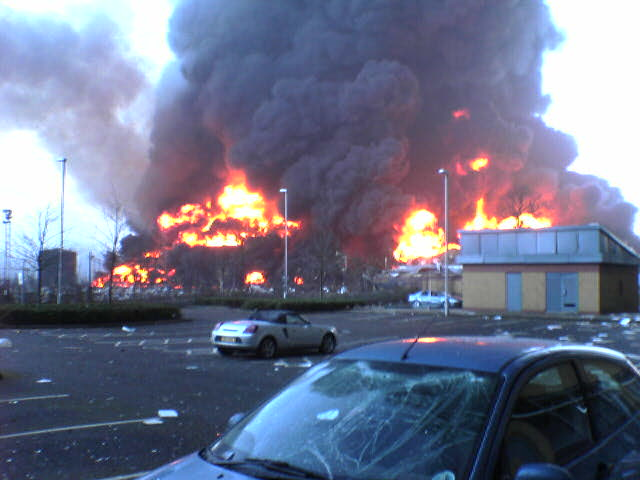
Der Brand am Buncefield Depot

In den frühen Morgenstunden des 11. Dezember 2005 geriet das Buncefield Depot in der Nähe der Autobahn M1 in Brand. Ursache war eine defekte Füllstandsanzeige bei einem der Tanks, der die Nacht hindurch aus einer Pipeline nachgefüllt worden war. Sie zeigte ab einem gewissen Zeitpunkt keine Veränderung des Füllstands mehr an, obwohl die Pumpen weiterhin füllten. Das führte zu einer Überfüllung mit langsamem Austreten von Treibstoff am Überlauf einer Überfüll-Sicherung. Durch Verwirbelungen kam es offenbar zu einer Selbstzündung von Dämpfen, wodurch der Inhalt des ersten Tanks entzündet wurde. Er barst mit einer gewaltigen Explosion, die weitere Explosionen auslöste. Insgesamt gerieten sukzessive 20 Tanks in Brand. Es war einer der größten Brände in Europa seit dem Zweiten Weltkrieg. Die Personenschäden hielten sich in Grenzen, es gab drei Schwerverletzte. Dagegen waren die Verunreinigungen von Luft, Wasser und Boden massiv, auch gesundheitliche Spätfolgen sind nicht auszuschließen.

## Persönlichkeiten

### Söhne und Töchter der Stadt
- Wilfrid Le Gros Clark (1895–1971), Anatom, Primatologe und Paläoanthropologe
- William George Hill (1940–2021), Genetiker
- Elaine Taylor (* 1943), Schauspielerin
- Ian Crafford (* 1944), Filmeditor
- Ian Banbury (* 1957), Radsportler
- Claire Skinner (* 1965), Schauspielerin
- Steven Wilson (* 1967), Musiker und Musikproduzent
- Mark Sanger (* 1974), Filmeditor
- Luke Donald (* 1977), Profigolfer
- Anthony Davidson (* 1979), Formel-1-Rennfahrer
- Lee Grant (* 1983), Fußballtorhüter
- Chris Eagles (* 1985), Fußballspieler
- Tom Hitchcock (* 1992), Fußballspieler
- Calaum Jahraldo-Martin (* 1993), antiguanischer Fußballspieler
- Max Whitlock (* 1993), Kunstturner
- Charlotte Bankes (* 1995), französisch-britische Snowboarderin
- Katy Dunne (* 1995), Tennisspielerin
- Harry Winks (* 1996), Fußballspieler
- Sheyi Ojo (* 1997), englisch-nigerianischer Fußballspieler
- Anna Henderson (* 1998), Radrennfahrerin
- Tom Walsh (* 1999), Squashspieler
- Josie Green (* 2000), walisische Fußballspielerin